# Masullas
Masullas (sardisk: Masùddas) er en by og en kommune (comune) i provinsen Oristano i regionen Sardinien i Italien. Byen ligger i 129 meters højde og har 1.071 indbyggere (2016). Kommunen har et areal på 18,68 km² og grænser til kommunerne Gonnoscodina, Gonnostramatza, Mogoro, Morgongiori, Pompu, Simala, Siris og Uras.